# Giovanni Battista Monti (pittore)
Giovanni Battista Monti (Genova, ... – 1657) è stato un pittore italiano.

## Biografia
Nato da famiglia povera, venne praticamente adottato da un facoltoso mecenate, che lo nutrì ed istruì. Notato il suo talento artistico, il suo benefattore lo portò presso Luciano Borzone che lo prese come allievo.
Si cimentò soprattutto nel ritratto.
Morì ucciso nell'epidemia di peste che colpì Genova nel 1657.